# 鵜之澤伸
鵜之澤 伸（うのざわ しん、1957年9月27日 - ）は、日本の実業家、テレビアニメプロデューサー。アニメコンソーシアムジャパン代表取締役社長兼バンダイナムコホールディングス執行役員。元バンダイナムコゲームス副社長兼ディースリー・パブリッシャー取締役、CESA第4代会長。東京都出身。

## 略歴
- 1981年 - 株式会社バンダイに入社。ホビー部に配属となりガンプラなどの営業・営業企画に関わる。
- 1983年 - バンダイ フロンティア事業部に配属。映画やアニメのプロデュースを始める。
- 1992年 - バンダイビジュアル取締役就任。
- 1995年 - バンダイ・デジタル・エンタテインメント取締役就任
- 1998年 - バンダイ復帰。デジタルエンジンプロジェクト部長。
- 1999年 - 同社ビデオゲーム事業部部長。
- 2001年 - 同社執行役員ビデオゲーム事業部ゼネラルマネージャー。
- 2002年 - 同社取締役ビデオゲーム事業部ゼネラルマネージャー。
- 2004年 - 同社常務取締役ゲームソフトグループリーダー兼ビデオゲームカンパニープレジデント。
- 2006年 - バンダイナムコゲームス代表取締役副社長兼コンテンツ制作本部長。
- 2009年 - バンダイナムコゲームス代表取締役社長。バンダイナムコホールディングス上席執行役員ゲームコンテンツ戦略ビジネスユニット担当。
- 2010年 - 同社副社長に降格。ディースリー・パブリッシャー取締役。バンダイナムコホールディングス上席執行役員コンテンツ戦略ビジネスユニット担当兼IPプロジェクト担当。
- 2011年 - BDNA代表取締役社長
- 2012年 - CESA第4代会長
- 2015年 - アニメコンソーシアムジャパン代表取締役社長
- 2018年 - 藍綬褒章受章[1]

## 手がけた作品

### 玩具
- 1981年 ガンプラ - シリーズ営業・営業企画
- 1981年 ザブングル - プラモデルシリーズ営業・営業企画
- 1995年 ピピンアットマーク - プロデュース

### アニメ
- 機動警察パトレイバー（1988年） - プロデューサー
- ガンパレード・オーケストラ（2005年 - 2006年） - 企画
- ゼーガペイン（2006年） - 企画
- テイルズ オブ ジ アビス（2008年 - 2009年） - 企画
- エレメントハンター（2009年 - 2010年） - 企画
- HEROMAN（2010年） - 企画
- スーパーロボット大戦OG -ジ・インスペクター-（2010年 - 2011年） - 企画
- STAR DRIVER 輝きのタクト（2010年 - 2011年） - 企画
- 俺の妹がこんなに可愛いわけがない（2010年） - 企画
- DOG DAYS（2011年） - エグゼクティブプロデューサー
- THE IDOLM@STER（2011年） - 企画
- アクエリオンEVOL（2012年） - 企画
- エウレカセブンAO（2012年） - 企画
- DOG DAYS'（2012年） - エグゼクティブプロデューサー
- 銀河機攻隊 マジェスティックプリンス（2013年） - 製作
- スペース☆ダンディ（2014年） - 企画
- パックワールド（2014年） - 企画
- キャプテン・アース（2014年） - 企画
- M3〜ソノ黒キ鋼〜（2014年） - エグゼクティブプロデューサー
- アイドルマスター シンデレラガールズ（2015年） - 企画
- ゴッドイーター（2015年） - 企画
- テイルズ オブ ゼスティリア ザ クロス（2016年） - 企画
- BIRDIE WING -Golf Girls' Story-（2022年） - スーパーバイザー

### 映画
- リング・リング・リング 涙のチャンピオンベルト（1993年） - プロデューサー
- 映画! たまごっち うちゅーいちハッピーな物語!?（2008年） - チーフプロデューサー
- テイルズ オブ ヴェスペリア 〜The First Strike〜（2008年） - 製作
- 交響詩篇エウレカセブン ポケットが虹でいっぱい（2009年） - 製作
- ドットハック セカイの向こうに（2012年） - 製作
- ねらわれた学園（2012年） - 製作

### OVA
- 機動警察パトレイバー（1988年 - 1992年） - プロデューサー
- ジャイアントロボ THE ANIMATION -地球が静止する日（1992年） - プロデューサー
- 真・仮面ライダー 序章（1992年） - プロデューサー

### ビデオゲーム
- 2002年 おジャ魔女どれみドッカ〜ン!にじいろパラダイス - エグゼクティブプロデューサー
- 2002年 .hack_(ゲーム)
- 2010年 Solatorobo それからCODAへ